# К-152 «Нерпа»
К-152 «Нерпа» — российская гвардейская атомная подводная лодка 971У «Щука-Б».
8 ноября 2008 года во время проведения испытаний в результате несанкционированного срабатывания системы пожаротушения на подводной лодке погибло 20 членов экипажа. 28 декабря 2009 года была введена в состав ВМФ России.
23 января 2012 года АПЛ 971У «Щука-Б» под именем «Chakra» передана в лизинг ВМС Индии сроком на 10 лет. В июне 2021 года после чрезвычайного происшествия на борту возвращена обратно ранее установленного срока.

## Строительство
Подводная лодка К-152 была заложена на стапелях Амурского судостроительного завода в конце 1991 года под заводским номером 518. Первоначально постройку и полный цикл испытаний планировалось завершить через четыре-пять лет.
После сворачивания на Дальнем Востоке программы атомного судостроения рассматривалось несколько вариантов: утилизация задела, перевоз и достройка на Севмаше, достройка на месте. Решение о достройке подводной лодки на АСЗ было принято в октябре 1999 года во время посещения завода премьер-министром Путиным, который на стапеле заявил: «Лодку будем достраивать на месте». 4 декабря 1997 года К-152 унаследовала гвардейский андреевский флаг от атомной ракетной подводной лодки проекта 675 К-56.
Активные работы по достройке возобновились после того, как в январе 2004 года в ходе визита в Индию министра обороны РФ Сергея Иванова было подписано соглашение о строительстве и аренде двух АПЛ.
Спуск на воду состоялся 24 июня 2006 года. Первоначально передача лодки ВМС Индии планировалась 15 августа 2007 года, но Амурский судостроительный завод задержал строительство корабля на десять месяцев и просил увеличить цену до $785 млн. Индийская сторона согласилась лишь на отсрочку. Называлась новая дата сдачи в лизинг — с 15 июня 2008 года, за $650 млн сроком на 10 лет. Но позднее она была скорректирована на декабрь 2009 года, без изменения стоимости и срока лизингового договора. Уже после аварии назывался октябрь 2010 года, первый квартал 2011 года.
Условия контракта с Индией также предусматривали достройку и передачу в аренду индийской стороне четвёртой из недостроенных в Комсомольске-на-Амуре лодок, готовность которой по состоянию на 2002 год была равна 42 %, но позднее число подлодок было сокращено до одной.
11 июня 2008 года на К-152 начались испытания перед вводом в эксплуатацию. В конце октября от пирса сдаточной базы ОАО «Амурский судостроительный завод» подводная лодка вышла в открытое море 31 октября лодка совершила первое погружение..

### Авария 8 ноября 2008

#### Ход событий
8 ноября 2008 года в рамках очередного этапа государственной приёмки К-152 «Нерпа» вышла из акватории завода «Звезда» в Большом Камне для производства торпедных стрельб в одном из районов боевой подготовки флота. В качестве корабля—мишени выступал БПК «Адмирал Трибуц». В этот день на «Нерпе» на палубах второго отсека произошло несанкционированное срабатывание системы пожаротушения. Концентрация фреона в среднем по 2-му отсеку в 300 раз превысила ПДК. На некоторых гражданских специалистах кислородные аппараты были надеты, но включены не были. В результате 20 человек погибло (3 военнослужащих и 17 гражданских специалистов), 21  человек получил ожоги дыхательных путей, удушья и обморожения. На лодке находилось 208 человек, в том числе 81 военнослужащий, остальные — гражданские лица: сдаточный экипаж, который управлял кораблём, и другие заводские специалисты. По поводу наличия на лодке представителей проектировщика и заказчика информации нет. Впоследствии было сообщено, что общее число обратившихся за медицинской помощью выросло — часть пострадавших, первоначально не обращавшихся к медикам, почувствовали себя плохо и были госпитализированы.
По заявлениям официальных лиц, силовую установку авария не затронула, опасности радиоактивного заражения не возникло. Корабль своим ходом прибыл на пункт временного базирования в город Большой Камень, пострадавшие были доставлены на берег большим противолодочным кораблём «Адмирал Трибуц», откуда направлены в госпиталь Тихоокеанского флота в соседний населённый пункт Фокино.

#### Условия проведения сдаточных испытаний
Во время сдаточных испытаний на подводной лодке кроме штатного экипажа находится сдаточная команда, по численности равная ещё двум экипажам, а также государственная комиссия. Большая численность сдаточной команды вызвана тем, что заводы-поставщики ориентированы, как правило, на мелкосерийное производство, а некоторые новые системы и механизмы выпускаются в единичных экземплярах.
Также настройка совместной работы некоторых систем и устройств производится в процессе сдаточных испытаний.

#### Расследование
Прокуратурой возбуждено уголовное дело по статье «Нарушение правил вождения и эксплуатации военного корабля, повлёкшее по неосторожности смерть более двух лиц». О возможных конкретных причинах аварии высказывались различные предположения. Так, по мнению бывшего подводника, капитана первого ранга запаса, главного научного сотрудника института проблем морских технологий ДВО РАН Геннадия Илларионова произошедшая авария может быть признаком системных проблем организации испытаний. Также в качестве вероятной причины аварии называли сбой компьютера.
Следователи военно-следственного управления СКП, как сообщает Комсомольская Правда, установили, что систему пожаротушения несанкционированно включил один из матросов экипажа. Против него возбуждено уголовное дело по статье «Причинение смерти по неосторожности». По сообщению газеты, виновник задержан и уже дал признательные показания. Позже было названо имя задержанного — это матрос-контрактник Дмитрий Гробов. Сослуживцы обвиняемого не верят в его вину и характеризуют его как грамотного специалиста. Также выразил тревогу в связи с поспешностью выводов следствия глава профильной комиссии Общественной палаты РФ, известный адвокат Анатолий Кучерена. Ветеран ВМФ, бывший командир атомной подлодки К-455 капитан первого ранга Игорь Чефонов не верит, что матроса оставили без присмотра вопреки уставу. Появились также сообщения о задержании командира трюмного отделения, Алексея Васильева, который якобы видел, как Гробов совершает несанкционированные манипуляции с пультом управления, но не воспрепятствовал ему; 14 ноября 2008 года следствие опровергло информацию о задержании, сообщив, что Васильева только вызывали на допрос.
15 ноября 2008 года появились более подробные данные. Согласно им, Дмитрий Гробов находится в шоковом состоянии и даёт невнятные показания, которые в целом сводятся к тому, что он начал менять настройки датчиков системы пожаротушения от скуки, поскольку кто-то ему сказал, что система отключена. Установив для датчиков температуры слишком высокие показатели, он тем самым вынудил противопожарную систему заподозрить пожар в отсеке. Когда система выдала запрос на тушение пожара, Гробов ответил на него разрешающей командой, после чего в отсеки стал поступать фреон.
21 ноября 2008 года «Коммерсантъ» сообщил, что Дмитрию Гробову будет проведена психиатрическая экспертиза. В этом же сообщении сказано, что комиссия по расследованию инцидента ещё не пришла к окончательному заключению. В интервью изданию Сергей Стольников, член сдаточной команды субмарины, инженер-механик Амурского судостроительного завода, сказал, что, по его мнению, матрос Гробов не мог самостоятельно запустить систему, а причиной аварии являются конструкторские недоработки в системе 7МО2 СУ ОКС «Молибден-И» (пульте общекорабельных систем). По словам Стольникова, система не доведена, а основной разработчик «Молибдена» летом 2008 года умер, так что доработки системы последние три месяца не велись.
Остаётся непонятным, каким образом в результате срабатывания системы в один отсек были направлены запасы фреона, предназначенные для трёх, и почему погибло так много людей, хотя, согласно заявлениям командования флота, лодка была полностью укомплектована дыхательными аппаратами (на всех находившихся на борту, в том числе сверх штатной численности экипажа).
4 декабря 2008 года было сообщено, что в систему пожаротушения вместо тетрафтордибромэтана (малотоксичного вещества, IV класса опасности) был закачан тетрахлорэтилен, — ядовитое соединение, отравление которым может приводить к летальному исходу. Проводится анализ содержимого баллонов несработавших установок пожаротушения, а также неиспользованных баллонов. Если и в них окажется тетрахлорэтилен, не исключено, что обвинения будут предъявлены поставщикам.
Поставщиком смеси является предприятие из Санкт-Петербурга «СервисТоргТехника», Амурский судостроительный завод с ним работал впервые.
Смесь огнегасителя поступила на предприятие «Восток» с документами, подтверждающими её соответствие техническим условиям. Перед заправкой была проведена повторная проверка хладона, но полный анализ состава не проводился — лаборатория лишь подтвердила, что это действительно фреон.
В 2011 году было озвучено, что такая смесь фреона с тетрахлорэтиленом дешевле фреона на 5,5 миллионов рублей.
22 января 2009 года появилось сообщение, что Гробов признан полностью вменяемым. Следствие продолжает рассматривать его как главного виновника аварии.
10 февраля 2009 Lenta.ru со ссылкой на «Интерфакс» сообщила, что Амурский судостроительный завод собирается подать в суд на поставщиков фреона, который был использован на «Нерпе».
Комиссия, проводившая расследование аварии, после завершения работы присвоила итоговому акту гриф «Совершенно секретно».

#### Суд
31 марта 2011 года Военная прокуратура ТОФ передала дело в Тихоокеанский флотский военный суд. Обвинения были предъявлены командиру подлодки капитану 1-го ранга Дмитрию Лаврентьеву — по статье 286 часть 3 пункт «в» УК РФ и трюмному машинисту старшине Дмитрию Гробову — по статье 109 часть 3 и статье 118 часть 2 УК.
25 апреля, на предварительном слушании, суд принял решение, что дело будет рассмотрено с участием присяжных заседателей. Первое заседание суда состоялось 22 июня. Суд проходил в закрытом режиме в связи с секретностью обсуждаемых сведений.
На заседании 5 июля Дмитрий Гробов, отказался от сделанных ранее признаний и фактически заявил о своей невиновности. По словам адвоката: «Он категорически отрицает, что нажимал какие-либо кнопки на пульте управления, и не имеет отношения к выбросу газа». Свои прежние показания Гробов назвал самооговором, данным им под «воздействием силовых структур».
30 сентября 2011 года коллегия присяжных оправдала обвиняемых.
Однако 4 мая 2012 года коллегия Верховного суда РФ, по представлению прокуратуры, отменила приговор и отправила дело на повторное рассмотрение в Тихоокеанский флотский военный суд.
На повторных слушаниях дело снова рассматривали присяжные. 26 апреля 2013 года суд присяжных единогласно признал подсудимых невиновными, в связи с чем суд вынес оправдательный приговор. Прокуратура вновь подала апелляцию, которую будет рассматривать Верховный суд.
Адвокатами обвиняемых с начала судебного процесса 2011 года являлись: адвокат Д. Лаврентьева — С. И. Бондарь, адвокат Д. Гробова — Д. П. Прокопенко. В апреле 2013 года присяжные Тихоокеанского флотского военного суда единогласно признали обвиняемых командира лодки капитана 1-го ранга Дмитрия Лаврентьева и трюмного машиниста старшину 2-й статьи Дмитрия Гробова невиновными в трагедии на «Нерпе», в мае прокуратура ТОФ подала апелляцию на это решение, но 19 сентября 2013 года Военная коллегия Верховного суда постановила: «Оправдательный приговор оставить без изменений, жалобу — без удовлетворения».

#### Токсикологическая картина
Химический анализ огнегасителя системы ЛОХ повторно проводился в лаборатории ДВГУ. В результате анализа было установлено, что смесь состояла из хладона типа 114В2 лишь на 34,6 %. 64,4 % смеси составлял тетрахлорэтилен.
По техническим условиям огнегасителем системы ЛОХ является хладон чистотой 99,5 %, при этом в состав допустимых 0,5 % примесей тетрахлорэтилен не входит. Чистый хладон имеет класс опасности 4, самый низкий из существующих четырёх.
Тетрахлорэтилен же не используется для пожаротушения, и в десятки раз дешевле из-за массового применения в системе обслуживания (это растворитель, работающий в машинах химчистки по замкнутому циклу, без выбросов в атмосферу), класс опасности тетрахлорэтилена 2 или 3 по разным источникам.
И хладон, и тетрахлорэтилен — в нормальных условиях жидкости. Хладон имеет температуру кипения 47 градусов, тетрахлорэтилен — 121 градус.
Огнетушащая концентрация хладона не является смертельной для человека, но он обладает выраженным наркотическим действием. Если в отсеке нет пожара, при подаче в отсек хладона, люди, по каким-либо причинам не включившиеся в средства защиты органов дыхания, через некоторое время теряют сознание, но вынесенные на свежий воздух, приходят в себя. То есть, со штатным огнегасителем трагедия «Нерпы» была бы исключена.
Нормальным расходом хладона при пожаре является однократная подача огнегасителя из одной станции ЛОХ, которая имеет баллон ёмкостью 130 литров.
Повторные подачи огнегасителя из станций, предназначенных для смежных отсеков, производятся только по решению главного командного пункта, если пожар осложнён и не прекратился после однократной подачи.
На «Нерпе» в систему ЛОХ был заправлен некондиционный огнегаситель, в котором легкокипящий хладон был растворён в высококипящем тетрахлорэтилене. Данная смесь всего на одну треть состояла из хладона, чего было совершенно недостаточно для создания огнетушащей концентрации паров хладона в отсеке.
При самопроизвольном срабатывании системы на один отсек автоматически было израсходовано три станции ЛОХ с фальшивым огнегасителем. Отсек заполнился насыщенными парами смеси, аэрозольной капельно-жидкой фазой этой смеси, а та часть смеси, которая уже не могла испариться или висеть в атмосфере в виде тумана и мороси, стекала в трюм по переборкам.
Эксплуатационная документация на систему ЛОХ такого не предусматривает. Чистый хладон распыляется в отсек в виде аэрозоля, который при повышенной температуре сразу испаряется, переходит в газообразную фазу и в таком виде поступает к очагам горения, вмешиваясь в сам процесс горения на химическом уровне и действуя как замедлитель реакций горения, антикатализатор, ингибитор горения. Хладон не вытесняет кислород и не связывает его каким-либо образом. В горящем отсеке кислород расходуется на поддержание горения. При отсутствии пожара в герметичном отсеке кислорода останется столько, сколько было до подачи хладона.
На «Нерпе» же люди надышались и парами токсичной смеси, и капельно-жидкой аэрозольной фазой тяжелокипящего тетрахлорэтилена.
Согласно показаниям свидетелей, при работе ЛОХ огнегаситель находился в жидком, а не газообразном состоянии, вызывая при попадании на кожу острое жжение. Всего было израсходовано 390 л раствора хладона в тетрахлорэтилене, из них 260 л пришлось на долю тетрахлорэтилена, не имеющего отношения к тушению пожаров.

### Восстановление
На восстановление после аварии потребовалось 1,9 млрд рублей, что предположительно связано с разрушением части оборудования корабля тетрахлорэтиленом, являющимся активным растворителем. Был заменён поддельный огнегаситель на штатный, изменён алгоритм управления системой пожаротушения. Проведена ревизия оборудования и переподготовка всей сдаточной команды, насчитывающей около 200 человек.

### Повторные государственные испытания
В январе 2009 года поступило сообщение, что повторные ходовые испытания откладываются. В значительной степени это связано со сложностями в формировании сдаточной команды. По словам директора ЗСО Геннадия Багина: «Из тех, кто были на лодке в ходе испытаний в прошлом году, часть погибли, часть не подходят по медицинским показателям, часть отказываются вновь выходить в море по психологическим причинам». Ситуация усугублялась тем, что предприятие испытывало проблемы с молодыми квалифицированными кадрами; в сдаточной команде на первых ходовых испытаниях были работники пенсионного и предпенсионного возраста, но после аварии требования по состоянию здоровья были резко ужесточены, и пожилые специалисты им уже не соответствовали. Списки сдаточной команды планировалось подготовить к марту, новая команда должна была приступить к обучению в мае.
В феврале высокопоставленная делегация ВМС Индии провела инспекцию состояния АПЛ. Перед проведением инспекции было сообщено, что комиссия будет состоять из 4-х человек, в том числе главный инспектор по ядерной безопасности ВМС Индии вице-адмирал К. Н. Сашил. Инспекция будет проводиться в течение двух дней.
Повторные заводские ходовые испытания начались 10 июля 2009 года.
В составе нового экипажа остались люди пострадавшие при аварии и прошедшие реабилитацию.
Первый этап испытаний был успешно завершён 27 июля.
Через несколько дней начался второй этап испытаний, который продолжался 3 недели и завершился в конце августа.
Сообщается, что в 2009 году во время непродолжительного захода в Большой Камень, на подводной лодке было установлено «дополнительное оборудование для проведения регулировочных и наладочных работ».
23 сентября губернатор Хабаровского края Вячеслав Шпорт сообщил, что успешно завершён третий этап ходовых испытаний.
В октябре начался последний этап государственных испытаний, который был завершён 25 декабря.
28 декабря 2009 года представитель ТОФ заявил, что подводная лодка прошла все этапы заводских и государственных испытаний. В этот же день в городе Большой Камень Приморского края состоялась торжественная церемония вхождения атомной подводной лодки «Нерпа» в боевой состав ВМФ России. В церемонии участвовал командующий Тихоокеанского флота вице-адмирал Константин Сиденко.
В этот же день премьер министр Владимир Путин посетил город Большой Камень. Он принял участие в торжественной церемонии закладки полупогружной буровой установки «Большая Медведица» на заводе «Звезда» Ранее планировалось участие премьера в церемонии приёма АПЛ «Нерпа».
В феврале 2010 года президент Объединённой судостроительной корпорации (ОСК) Роман Троценко сообщил, что АПЛ «Нерпа» «сейчас завершает испытания в Тихом океане и будет передана флоту в установленные сроки».

## Передача Индии

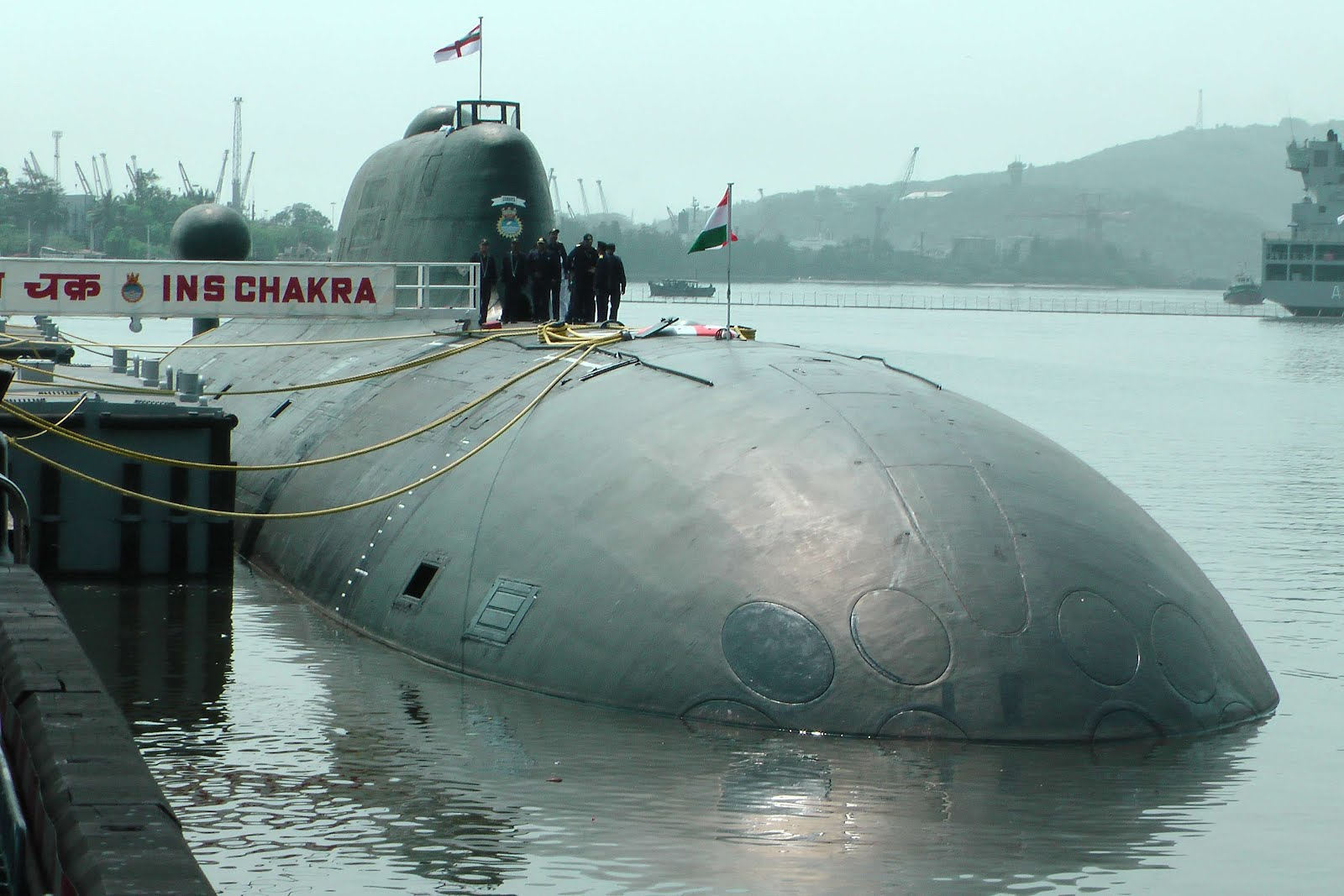
INS Chakra на церемонии вступления в состав ВМС Индии, 4 апреля 2012 года

В течение всей постройки и достройки «Нерпы» неоднократно озвучивались и опровергались заявления о передаче субмарины в аренду ВМС Индии. После аварии, произошедшей во время испытаний 8 ноября 2008 года, о дальнейшей судьбе лодки выдвигались разные предположения. 18 ноября начальник Генштаба ВС РФ генерал армии Макаров заявил, что лодка после завершения испытаний не будет ни продана, ни передана в лизинг кому-либо, а будет принята на вооружение Тихоокеанского флота РФ. Необходимые средства для дооборудования и завершения испытаний корабля будут выделены из бюджета. Однако у индийцев большие планы: в частности, на К-152 планируется осуществление подготовки экипажа первой индийской АПЛ INS Arihant. Сообщения прессы за 2009 год также упоминали о возможной передаче лодки в длительную аренду Индии.
Предполагается, что после завершения испытаний лодка 1,5-2 месяца будет находиться у пирса «Востока». Сдаточная команда будет распущена, а части экипажа предоставлены отпуска. В конце февраля 2010 года в Большой Камень планировалось для прохождения стажировки прибытие первого (основного) экипажа из Индии. В апреле-мае сообщалось, что индийский экипаж проходит обучение на АПЛ «Нерпа».
1 июня в Нью-Дели глава Федеральной службы по военно-техническому сотрудничеству Михаил Дмитриев сообщил, что «обучение экипажа завершилось, основная масса испытаний прошла — все идет к финишу».
Окончательный процесс передачи был запланирован на октябрь 2010 года..
По данным газеты «КП», в контракте срок сдачи корабля приходится на конец 2010 года.
20 августа 2010 года новостные агентства распространили информацию, что субмарина покинула базу в Приморье и вышла в море на очередной этап отработки задач в рамках обучения индийского экипажа. Другие ресурсы информацию опровергают, утверждая, что К-152 вышла на очередные учения.
По состоянию на май 2011 год, подводная лодка находилась в Большом Камне, где расположен завод «Восток».
4-5 октября 2011 года российско-индийской межправительственной комиссией, которая работала в Москве, были согласованы сроки завершения приемо-передаточных испытаний. Испытания продлятся 15 дней Под управлением совместного российско-индийский экипажа лодка выйдет в море 30 октября.. Неделя запланирована на устранение замечаний. Официальная передача подводной лодки должна произойти не позднее 22-23 ноября.
По данным источника «Известий» в российско-индийской комиссии, представители ВМС Индии хотели бы, но уже не могут отказаться от этого контракта, потому что за несколько лет слишком глубоко в нем завязли. Индийскую сторону не устраивает как надёжность подводной лодки, так и её оружия: если в советское время надежность торпед и ракето-торпед составляла 95-97 %, то на испытаниях, прошедших в начале июня, была показана надёжность 35 %.
После многочисленных переносов сроков передачи в лизинг, 30 декабря 2011 года был подписан акт приёма-передачи.
23 января 2012 года состоялась торжественная церемония передачи АПЛ в лизинг ВМС Индии сроком на 10 лет. Церемония прошла на территории судоремонтного завода в городе Большой Камень, в ней приняли участие посол Индии в России Аджай Малхотра и командующий Восточным военным округом адмирал Константин Сиденко. Общая стоимость контракта составила 900 млн долл. По приглашению индийской стороны на церемонии присутствовал капитан Лаврентьев, командовавший подлодкой во время аварии 2008 года.
Как и предполагалось, подводная лодка получила имя «Чакра» (INS «Chakra»). Ранее это имя носила советская АПЛ К-43 проекта 670 «Скат», входившая в индийский флот на условиях лизинга в 1988—1992 годах и, несмотря на то, что вахту у атомного реактора несла группа советских моряков, ставшая за эти годы хорошей базой для обучения индийских подводников: многие моряки, служившие на первой «Чакре», заняли впоследствии важные посты в военно-морских силах страны, в том числе восемь человек — дослужились до адмиралов.
4 апреля 2012 года на базе Вишакхапатнам подлодка «Чакра» была официально принята в состав индийских ВМС.
Возвращена России в июне 2021 года ранее срока завершения лизинга из-за ЧП, числится в ремонте, находится в акватории ДВЗ «Звезда».
Подлодка возможно будет списана и утилизирована из-за последствий аварии, произошедшей при нахождении в лизинге в Индии.